# حساسية المأكولات البحرية

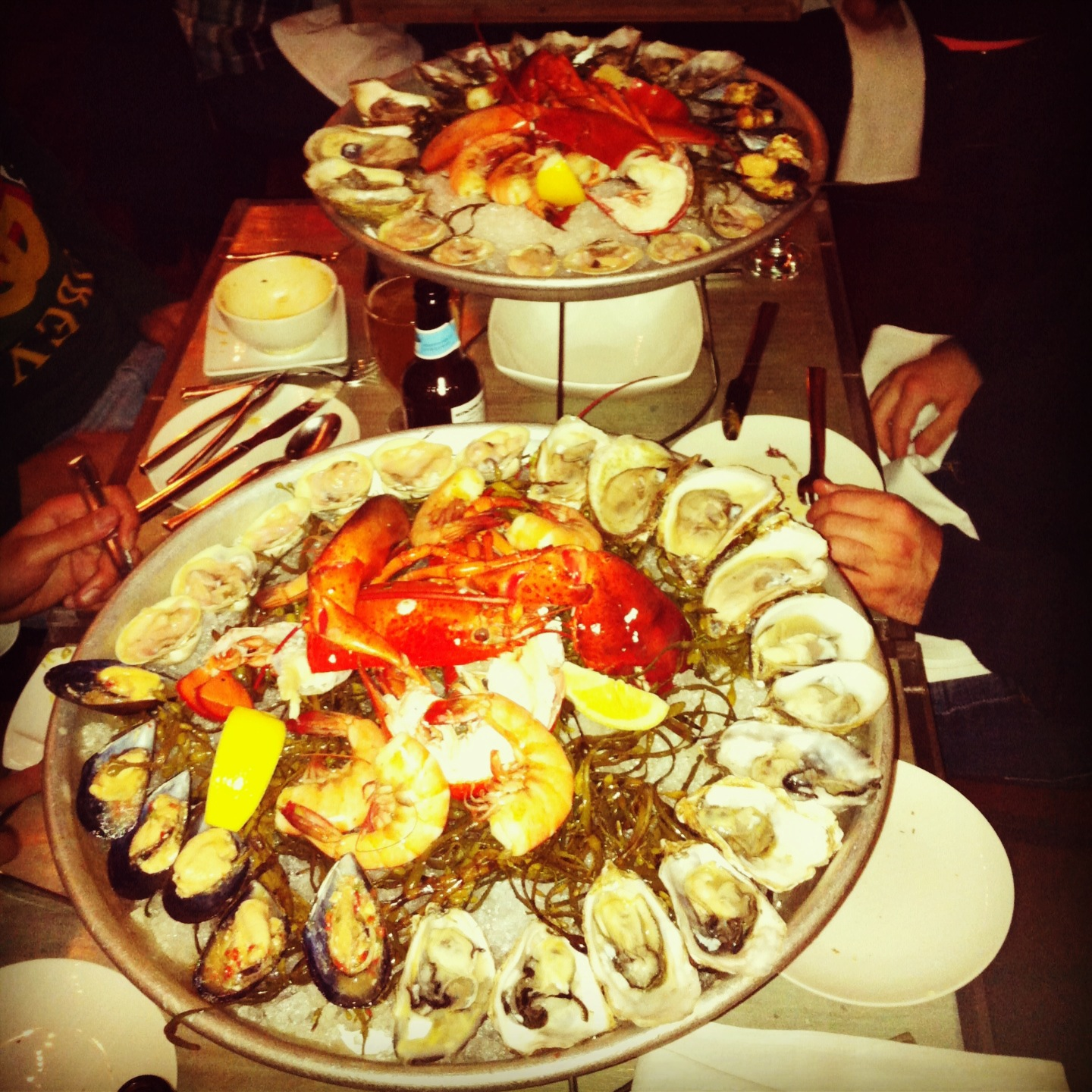

الحساسية المأكولات البحرية نوع من أنواع حساسية الطعام. وهو فرط حساسية تجاه المواد الغذائية في الأسماك والمحار والأسماك ذات القشور أو القشريات التي تتسبب في ردة فعل مبالغ فيها من قبل الجهاز المناعي. وقد يؤدي ذلك إلى أعراض جسدية حادة لملايين من الناس. تقدر مؤسسة الربو والحساسية الأمريكية أن أغلبية الأطفال والبالغين المرضى بحساسية للأغذية لديهم حساسية تجاه المأكولات البحرية. وتحدث بشكل رئيسي (ولكن ليس حصريا) في البالغين.

قد تنتج الحساسية حتى عند عدم تناول الشخص للمادة المسببة للحساسية عن طريق التعرض للأبخرة الناتجة من طبخ المأكولات البحرية أو حتى إعدادها أو التعامل معها.

## الاعراض
الحساسية الغذائية عادة ما يكون لها بداية سريعة (من ثانية إلى ساعة واحدة) ويمكن أن تشمل: 
- طفح جلدي
- شرى [1]
- حكة في الفم أو الشفتين أو اللسان أو الحلق أو العين أو الجلد أو أي مناطق أخرى. [1]
- تورم (الوذمة الوعائية) من الشفتين واللسان والجفون، أو الوجه كله. [1]
- صعوبة في البلع [1]
- سيلان أو احتقان الأنف [1]
- الإسهال وآلام البطن و / أو تشنجات في المعدة [1]
- الدوار [1]
- إغماء [1]
- الغثيان [1]
- القيء [1]

```
في بعض الحالات، ومع ذلك، قد يتأخر ظهور الأعراض لساعات. 
[
1
]
```

## الأسباب
أن المسبب لهذه الحساسية هي مشكلة بالجهاز المناعي حيث يترجم وجود البروتينات الموجودة بالأسماك على أنها أجسام ضارة يجب مقاومتها وبذلك يتم إنتاج أجسام مضادة لها فتظهر علامات التحسس في كل مرة يتم فيها تناول الأسماك.

## تشخيص حساسية الأسماك
من الصعب على الطبيب ان يحدد سبب الحساسية وذلك لان معظم أنواع حساسية الاطعمه تحمل نفس الاعراض. هناك بعض الفحوصات من الممكن ان تساعد في الكشف عن المسبب مثل: فحص الدم الذي يسمى (CAP RAST) وهو يستطيع ان يبين ان السمك هو مسبب للحساسية الا انه لا يسطيع تحديد نوع السمك الذي سببها. بعض اختبارات الجلد ولكنها ليست دقيقه: يقوم الطبيب أو الممرضة بحقن القليل من مركبات السمك تحت الجلد وملاحظة ظهور أي من علامات التحسس في المنطقة المحقونة.

## العلاج
عادة ما يتم علاج هذه الحساسية بالنظام الغذائي الإقصائي والتجنب الحذر من الأطعمة التي قد تكون ملوثة بمكونات المحار أو الأسماك و/أو زيوتها. تسمى ردة فعل الحساسية تجاه المأكولات البحرية الشديدة بالحساسية المفرطة التي تعتبر حالة طارئة تتطلب اهتماماً فورياً. وتعالج بالأدرينالين والذي يمكن أن يعطى عن طريق حقنة الأدرينالين التلقائية.

## حساسية المحار
هذا النوع من أنواع الحساسية سائد بشكل خاص في جزر القنال بسبب التهجين. ووجدت دراسة في عام 1939 أن أكثر من 50% من سكان جزر القنال كان لديهم حاسية تجاه المحار.